# ボルチモア市街地コース
ボルチモア市街地コース(Grand Prix of Baltimore presented by SRT)は、アメリカ合衆国メリーランド州ボルチモアにある市街地サーキット。

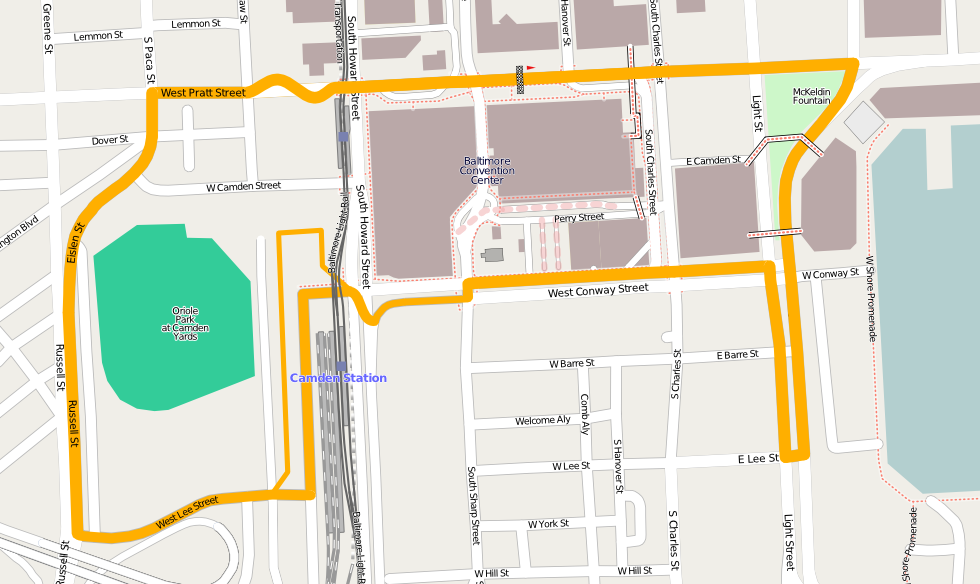
The circuit in 2011